# Белоградчик
Белоградчик (болг. Белоградчик) — город в Болгарии. Находится в Видинской области, входит в общину Белоградчик. Население составляет 4739 человек (2022).
Главные достопримечательности — старинная крепость и Белоградчикские скалы причудливых очертаний. Вблизи города также находится Белоградчикская обсерватория.